# Desesperación (película)
Desesperación es una película alemana dramática del género fantástico de 1978, dirigida por Rainer Werner Fassbinder y protagonizada por Dirk Bogarde. Está basada en la novela homónima de Vladimir Nabokov. Primera película de Fassbinder en lengua inglesa, fue presentada en el Festival Internacional de Cine de Cannes de 1978.

## Sinopsis
Minucioso retrato psicológico de un emigrante ruso que vive en el París de la década de 1920. Herman se ha alejado y distanciado tanto del mundo que le rodea que llega incluso a observarse a sí mismo desde fuera de su propio cuerpo. Cuando conoce a un hombre que es físicamente idéntico a él, trama un plan criminal con el que pretende garantizarse para siempre la seguridad económica.

## Reparto
- Dirk Bogarde: Hermann Hermann
- Andréa Ferréol: Lydia
- Klaus Löwitsch: Felix Weber
- Volker Spengler: Ardalion
- Peter Kern: Müller
- Alexander Allerson: Mayer
- Gottfried John: Perebrodov
- Hark Bohm: El Doctor
- Bernhard Wicki: Orlovius
- Isolde Barth
- Ingrid Caven: La recepcionista del hotel
- Adrian Hoven: Inspector Schelling
- Roger Fritz: Inspector Braun
- Voli Geiller: Madame
- Hans Zander: el hermano de Müller